# Provisões e Reservas
Dois pontos geradores de grandes dúvidas são as provisões e reservas contábeis, que carregam de fato uma grande diferença entre elas. Muitas vezes são confundidas, pois podem ser semelhantes no momento em que as duas fazem uma reserva de uma determinada quantia em dinheiro. Entretanto, as provisões caracterizam-se por expectativas de obrigações ou de perdas de ativos resultantes da aplicação do princípio contábil da prudência, que acarretam em uma diminuição do patrimônio líquido da empresa. Enquanto as reservas são entendidas como um reforço do patrimônio líquido da empresa, sendo que o valor guardado evitará que este venha a ser afetado por eventuais resultados negativos nos exercícios futuros. Ambas podem ser usadas em qualquer regime tributário.

## Provisões
Provisão é uma reserva de um valor para atender a despesas que se esperam. A provisão visa a cobertura de um gasto já considerado certo ou de grande possibilidade de ocorrência.
As provisões representam expectativas de perdas de Ativos ou estimativas de valores a desembolsar que, apesar de financeiramente ainda não efetivadas, derivam de fatos geradores contábeis já ocorridos. A partir do momento que essas perdas de Ativos ou obrigações se tornam totalmente definidas, deixam de ser consideradas como provisões, como por exemplo: a provisão para férias se transforma em salários a pagar, a provisão para Imposto de Renda passa a ser Impostos de Renda a pagar.
Além das citadas provisões de férias e do imposto de renda, temos outras provisões bastante comuns, como: para pagamento do 13º salário, participações dos empregados nos resultados da empresa, contribuição social sobre o lucro, etc. Trata-se de despesas que, ainda que não pagas, configuram-se como ocorridas, pelo Princípio de Competência Contábil.São efetuadas com o objetivo de apropriar no resultado de um período de apuração, segundo o regime de competência, custos ou despesas que provável ou certamente ocorrerão no futuro.
Existem dois tipos de provisões:
1. Provisões ativas ou provisões redutoras do ativo
2. Provisões passivas ou provisões representativas de exigibilidade

### Provisões ativas
São aquelas que visam cobrir perdas que provavelmente ocorrerão: no recebimento de direitos (duplicata a receber); na alienação de títulos e valores mobiliários representativos de investimentos temporários a curto ou a longo prazo, como ouro, título de renda, fixa ou variável, ações etc.; na venda de mercadorias, produtos ou outros bens destinados à produção ou ao consumo; em decorrência de prejuízos ou perdas permanentes que possam ser comprovados em sociedades nas quais a empresa mantém investimentos de caráter permanente. Estas provisões são constituídas com fundamento na convenção contábil do conservadorismo, na Lei n° 6.404/1976 art.183 (atualizada pela lei 11.638/2007) e na resolução n° 750/1993 art. 10 do Conselho Federal de Contabilidade, mediante débito em conta de despesa e crédito em conta patrimonial que represente a respectiva provisão. A conta de despesa influi negativamente reduzindo o resultado do exercício, sendo reconhecida a perda no período em que a provisão é constituída enquanto a conta representativa da provisão figurará no balanço patrimonial, no lado do Ativo, como redutora da conta. Quando a perda prevista for consumada, o saldo da provisão será utilizado para compensar a respectiva perda, debitando-se a conta que representa a provisão e creditando-se a conta. Nesse momento não há que se contabilizar a despesa, uma vez que, ela foi antecipadamente reconhecida no período em que a provisão foi constituída. Quando deixarem de existir os motivos que justificaram sua constituição, o saldo da respectiva provisão será revertido para a receita. Com a reversão, o valor da despesa que foi antecipadamente reconhecido no exercício da constituição da provisão, agora é compensado pelo retorno no resultado como receita. A reversão será parcial quando for consumada parte da perda, e total quando não ocorrer perda. Portanto, as provisões tem duas funções importantes na gestão do patrimônio:
- Possibilitam o reconhecimento, no resultado do exercício em que são constituídas, de perdas que provavelmente ocorrerão, desde que os valores possam ser previamente calculados

- Possibilitam que os direitos e os bens geradores das respectivas perdas sejam apresentados no Balanço pelos seus valores reais, isto é, deduzidos da parcela que não será realizada[3]

#### Principais provisões que figuram no ativo
- Perdas estimadas para crédito de liquidação duvidosa
- Provisão para redução ao valor de mercado
- Provisão para perdas prováveis na realização de investimentos

### Provisões passivas
São classificadas no passivo exigível indicando obrigações. As provisões representativas da exigibilidade são as que figuram no balanço patrimonial do lado Passivo, pois representam obrigações da empresa para com terceiros cujos valores podem ser conhecidos previamente. Essas provisões poderão ser constituídas mensal ou anualmente em decorrência á apropriações de despesas incorridas ou de deduções da conta Resultado do Exercício.

#### Provisões passivas mais comuns
- Provisão para férias e encargos
- Provisão para 13º salário
- Provisão para gratificações a empregados
- Provisão para contribuição social
- Provisão para imposto de renda[3]

### Aspecto fiscal das provisões
Dedutíveis
São aquelas que a legislação do imposto de renda permite a sua dedutibilidade quando da determinação do lucro real.
Indedutíveis
São aquelas que a legislação do imposto de renda não permite sua dedutibilidade quanto à determinação do lucro real.

## Reservas
Reservas são recursos acumulados no patrimônio líquido. Visam manter a integridade do capital social, garantir a realização de investimentos com recursos próprios, além de serem utilizadas na compensação de prejuízos e no aumento do capital. Existem dois tipos de reservas:
1. Reservas de lucros
2. Reservas de capital[3]

### Reservas de lucros
São contas constituídas pela apropriação de lucros da companhia. Representam lucros reservados e constituem garantia e segurança adicional para saúde financeira da companhia, porque são lucros contabilmente realizados Que ainda não foram distribuídos aos sócios ou acionistas.

#### Classificações de reservas de lucro
Reserva legal
Tem a finalidade de assegurar a integridade e aumentar o Capital Social, ou absorver prejuízos contábeis.
Essa reserva está disciplinada no art. 193 da Lei n° 6.404/1976:
§ 2º A reserva legal tem por fim assegurar a integridade do capital social e somente poderá ser utilizada para compensar prejuízos ou aumentar o capital.”
Reservas estatutárias
São as reservas criadas em virtude de disposições contidas nos estatutos da companhia, os quais fixarão seus limites.
Dispõe o art. 194 da Lei n° 6.404/1976 :
II - fixe os critérios para determinar a parcela anual dos lucros líquidos que serão destinados à sua constituição;
III - estabeleça o limite máximo da reserva.”
'
Reservas livres
São as reservas criadas livremente pela assembleia geral, no caso das sociedades por ações, por proposta dos órgãos da administração, com fins específicos, como:
- Reserva para contingências

- Reserva de incentivos fiscais

- Reserva de lucros a realizar[3]

### Reservas de capital
As reservas de capital são constituídas com valores recebidos pela empresa e que não transitam pelo resultado, por não se referirem à entrega de bens ou serviços pela empresa. Constituem-se grupo de contas integrantes do patrimônio líquido.
Serão classificadas como reservas de capital as contas que registrarem:
- a contribuição do subscritor de ações que ultrapassar o valor nominal e a parte do preço de emissão das ações sem valor nominal que ultrapassar a importância destinada à formação do capital social, inclusive nos casos de conversão em ações de debêntures ou partes beneficiárias

- o produto da alienação de partes beneficiárias e bônus de subscrição.[3]